# Soennagyn

Soennagyn (Russisch: Суннагын) of het Aldan-Oetsjoergebergte (Алдано-Учурский хребет; Aldano-Oetsjoerski chrebet) is een gebergte in het noordoosten van Siberië, in de Russische autonome republiek Jakoetië. Het vormt het noordoostelijke en hoogste deel van het Hoogland van Aldan en bevindt zich in het interfluvium van de Timton en Oetsjoer. Het heeft een lengte van ongeveer 350 kilometer en een hoogte tot 2243 meter. Het bestaat uit een complex van Precambrische gneisen, kristallijne schisten en graniet. De toppen zijn koepelvormig of afgeplat.
De taiga op de lagere delen van de hellingen bestaat uit lariksbossen en hogerop groeien struiken van Siberische dwergceders. Aan de toppen bevindt zich bergtoendra.